# Lucio Bebio Avito
Lucio Bebio Avito (en latín, Lucius Baebius Avitus) fue un caballero romano del siglo I, que desarrolló su carrera ecuestre bajo el imperio de Nerón y los turbulentos años 68 y 69, año en el que, gracias a su actuación a favor de Vespasiano en el año 69, fue promocionado al Senado romano. 

## Orígenes
Bebio estaba adscrito a la tribu Galeria y por ello se le cree miembro de la gens Bebia asentada en el municipium Saguntum (Sagunto, Valencia, España).

## Carrera política
Conocemos la carrera de Bebio Avito garcias a una inscripción procedente de Roma, cuyo desarrollo es el siguiente:

L(ucio) Baebio L(uci) f(ilio)

Gal(eria) Avito

praef(ecto) fabr(um) trib(uno)

mil(itum) leg(ionis) X Gem(inae) proc(uratori) 4

Imp(eratoris) Caesaris Vespasiani

Aug(usti) provinciae Lusitaniae

adlecto inter praetorios

Avito empezó su carrera en su municipio de origen como Praefectus Fabrum, jefe de los obreros encargados de las obras pública de la ciudad, a finales del imperio de Nerón; este puesto equivalía a la prima militia de la carrera militar ecuestre, por lo que en el año 68 fue transferido al puesto de tribuno militar en la Legio X Gemina, con base en Petavonium (Rosinos de Vidriales, Zamora, España), en la provincia Tarraconense, la misma a la que pertenecía su municipio.
En el ejercicio de este cargo, Cluvio Rufo, gobernador de la Tarraconense nombrado por Galba, desplazó su legión hacia la Bética, para prevenir una posible invasión desde la Mauretania Tingitana, controlada por Luceyo Albino, junto con la Mauretania Cesariense, quien se había declarado partidario de Vitelio.
Una vez derrotado Vitelio en la segunda batalla de Bedriacum, Bebio debió ser uno de los oficiales que hicieron que su legión, y el ejército romano en Hispania, se pasasen a Vespasiano, nuevo amo del Imperio.
Como premio a este servicio, Vespasiano le nombró, sin pasar por una tertia militia, procurator de la provincia imperial Lusitania, cargo de categoría ducenaria -200.000 sestercios de sueldo anual-, por lo que también se salto otros cargos ecuestres de categoría sexagenaria -60.000 sestercios anuales- y centenaria -100.000 sestercios anuales- y, concluido este importante cargo financiero, le promocionó al orden senatorial mediante una adlectio inter praetorios, que le facultaba para poder acceder a mandos senatoriales de rango pretoriano y al preciado honor del consulado; sin embargo, desconocemos cual fue su carrera senatorial posterior.